# Adesmia resinosa
Adesmia resinosa es una especie rara de planta que florece en la familia de las Legumbres , las Fabaceae. Pertenece a la subfamilia de las Faboideae. Las especies se encuentran en América de Sur, con una localización ejemplar en el Parque nacional La Campana en el centro de Chile, Región de Valparaíso asociada a la Palma chilena.

## Taxonomía
Adesmia resinosa fue descrita por Rodolfo Amando Philippi y publicado en Anales de la Universidad de Chile 97: 777. 1897.
Etimología
Adesmia: nombre genérico que deriva de las palabras griegas: 
a- (sin) y desme (paquete), en referencia a los estambres libres.
resinosa: epíteto latíno que significa "con resina"
Sinonimia
- Patagonium resinosum Reiche	[5]